# Jump Around
Jump Around est une chanson du groupe de hip-hop américain House of Pain et le premier single tiré de leur album House of Pain (Fine Malt Lyrics) en 1992.

## Composition
DJ Muggs avait à l'origine composé le beat de la chanson pour Cypress Hill qui ne souhaitait pas enregistrer à ce moment-là. Il l'a alors proposé à Ice Cube qui l'a refusé, puis à House of Pain.
Le sample de cor utilisé dans la chanson a été attribué par certains à Gett Off de Prince et par d'autres à Shoot You Shot de Junior Walker, Muggs lui-même ne s'est pas exprimé sur le sujet, possiblement pour ne pas avoir à payer de droits d'auteur.

## Clip
Le clip de la chanson a été tourné lors d'une parade de la Saint-Patrick à New-York.

## Réception
NME a classé Jump Around à la 47ème place sur ses 100 meilleures chansons des années 1990.
En octobre 2023, Billboard a inclus la chanson dans sa liste des 500 meilleures chansons pop à la 442ème place 

## Liens
- (en) « Jump Around » (liste des versions de l'œuvre musicale), sur Discogs